# Затварач
Затварач или чеп је предмет чија је основна намена затварање одређеног простора у циљу спречавања или ограничавања контакта садржаја тог простора са материјом изван њега.
Углавном је у питању део паковања (амбалаже), т. ј. најчешће је реч о малим округластим комадима пластике или метала са пластичним уметком који служе за затварање боца у производњи флаширане хране, лекова, козметике и тзв. кућне хемије.

## Додатне намене затварача
Поред основне намене затварач често има и неколико додатних намена:
1) Даје допринос естетском изгледу целог паковања адекватним обликом, бојом, одштампаним знацима и сл
2) Омогућава да се паковање лако отвори
3) Пружа доказ да је паковање отварано, углавном путем прстена који се кида
4) Омогућава да се садржај паковања на адекватан начин може конзумирати, углавном путем адекватних димензија и/или додатака који омогућавају дозирање садржаја

## Врсте затварача
У зависности од врсте материјала који чини највећи део њихове структуре, у пракси су најчешће присутне следеће основне врсте затварача:
- пластични затварачи
- метални затварачи
- плутани затварачи
- стаклени затварачи

У зависности од броја делова из којих је састављен, пошто се затварач може произвести из једног дела или склапањем више делова у једну целину постоје следеће врсте затварача:
- једнокомпонентни
- вишекомпонентни (двокомпонентни, трокомпонентни...)

## Галерија
- Метални затварач за пиво
- Пампур за шампањац
- Стаклени затварач
- Пластични затварач за флаше на завртање